# 野村収
野村 収（のむら おさむ、1946年8月9日 - ）は、神奈川県平塚市出身の元プロ野球選手（投手、右投右打）・コーチ、解説者。NPBで史上初めて全12球団から勝利を挙げた。

## 経歴

### プロ入り前
中学から本格的に野球を始めた。打撃投手を務めていた際に肘に違和感を覚えると、三塁手で出場した際に一塁手への送球で肘を故障、医師からは投手は難しいと言われたが風呂で温めてから肘を伸ばす日課を続けていると肘が伸びて投げられるようにまで回復。家庭の事情で私立の強豪校は諦め、1962年に平塚農業高校へ進学。入学当初のシートノックでは三塁手を指示されたが外野手を希望して強肩をアピールし、狙い通り投手の座を掴んだ。県大会1回戦負けの常連であったが、3年次の1964年春に強豪の鎌倉学園に2-1で勝利して評価を高めた。高校時代には、現在の平塚球場の場所にあった農林水産省試験場での研修経験があり、テレビ神奈川での平塚球場公式戦中継で解説時に思い出話として語ったことがある。
高校卒業後は1965年に駒澤大学へ進学し、2年上に伊藤久敏・土屋紘の両投手がいたため、彼等が卒業した3年次の1967年からエースとして活躍。東都大学野球リーグでは1年下の大矢明彦とバッテリーを組む。同年秋季リーグは大橋穣らを中心打者とする亜大に次ぐ2位にとどまるが、7勝3敗で最優秀投手とベストナインに選出された。4年次の1968年春季リーグは7試合登板で全試合完投勝利、リーグ1位の防御率0.95を記録し、4年ぶりの優勝に貢献。最高殊勲選手、最優秀投手、ベストナインに選出された。同年の全日本大学野球選手権大会は決勝に進出したが、田淵幸一、山本浩二、富田勝の「法政三羽ガラス」が中心の法大に敗退。リーグ通算47試合に登板し21勝15敗、防御率2.10、198奪三振。

### 現役時代
大洋時代
念願の優勝を果たしたことで気持ちが緩んだ1968年秋季リーグは4位と大幅に成績を落としたが、ドラフト史上最高の豊作と言われた1968年のドラフト1位で大洋ホエールズから指名され、大学卒業後の1969年に入団。先輩の平松政次・山下律夫などに次ぐエース候補として別当薫監督の期待も大きかったが、入団後もなかなか気持ちが戻らなった。
1970年に中継ぎで一軍に定着して28試合に登板するが、7月13日の巨人戦（後楽園）でサヨナラ暴投を記録するなど防御率5.37に留まった。
1971年には先発ローテーション入りし、124.2イニングを投げて4勝3敗・防御率2.23という好成績を残した。2桁勝利が期待されたものの芽の出ないまま、同年オフに江藤慎一との交換トレードでロッテオリオンズへ移籍。江藤は同年に打率.337で首位打者を獲得したスター選手であったが球団と揉めており、当初ロッテは江藤+投手と平松のトレードを申し込んできたが大洋が拒否すると、ロッテ側が若手有望株の野村を指名して交渉がまとまった。野村がブルペンで涙を見せると、秋山登一軍投手コーチが主催して別当も参加する盛大な送別会を開いてくれた。
ロッテ-日本ハム時代
1972年には中学時代から参考にしていた小山正明のピッチングや練習を間近に見て刺激を受けて、いきなり14勝10敗、防御率4.13という好成績を残す。初の規定投球回に到達し、オールスターにも初選出された。
1973年は新任の金田正一監督から多くの助言をもらったが、6勝10敗、防御率4.34と低迷。
1974年に金田が実弟・金田留広の獲得を望み金田に匹敵する投手として野村が指名され、交換トレードで日本ハムファイターズへ移籍。同年は4勝9敗1S・防御率3.65と不振に終わるも、4勝中3勝をロッテから挙げパ・リーグ6球団全てから勝利を記録。
1975年にはリーグトップの勝率.786もマークし、初タイトルの最高勝率を獲得。
1976年は13勝16敗、防御率3.04を記録した。
1977年には5勝10敗で防御率4.50と成績を落とす。同年の秋季キャンプで大沢啓二監督からの下手投げ転向指令を断った。
1978年には先発投手陣の強化を図る2期目の別当に指名されたこともあり、杉山知隆・間柴茂有とのトレードで、この年横浜に移転した古巣・大洋に復帰。
大洋時代（2度目）
横浜スタジアムが完成したばかりの地元復帰ということもあってキャンプから高いモチベーションを持ってプレーし、リーグ最多の12完投を記録するなど238イニングを投げて防御率3.14（リーグ4位）、17勝11敗で最多勝とカムバック賞を受賞という素晴らしい活躍を見せた。
1978年は2試合目となった4月5日の巨人戦（横浜）で敗れたものの、次に登板した同9日の阪神戦（甲子園）から5連勝をマークし、ハーラーダービーのトップを争う勢いに別当も「やるとは思っていたが、これほど頼りになるとは……」と驚いてみせた。5月に白星から遠ざかると、周囲が驚くほどのランニング量を自らに課し、試合中にブルペンで200球を投げ込んでスランプを脱出。
オールスター前には10勝6敗2Sの成績でオールスターにも選出され、後半戦も7勝5敗2Sと勝ち星を重ね最多勝に輝いた。先発28試合中5回未満でのKOが4試合と安定感あるピッチングで大洋投手陣を支えた。鉄アレイを持ち歩いて鍛えたことで手首が柔らかくなり、遠征中も持参して地道なトレーニングで手首を鍛え続け、リーグ屈指と称されたストレートの球速アップだけでなく、シュートやスライダーのキレが増したこともプラスとなった。エースは巨人キラーの平松であったが、野村は「自分のピッチングができなくなってしまう」と、対照的に巨人は苦手。阪神には無傷の6連勝であったが、巨人には5連敗を喫していて、通算でも3勝しか残していない。
「俺は遅咲き、大器晩成」と語っていたが、浮き沈みが激しいのも特徴で、1981年には急失速。右膝の痛みに悩まされ、軸足に体重が乗らず棒球を痛打される場面も目立った。開幕前の通算成績は97勝93敗と100勝達成に近づき、4月11日のヤクルト戦（神宮）、同18日の阪神戦（甲子園）をいずれも完投勝利で飾り通算99勝となって100勝達成も秒読みとなったが、そこから6連敗と足踏みし敗戦数の方も通算99敗と同数で並んでしまった。100勝と100敗が同時にかかるという珍しい状況で迎えた6月4日のヤクルト戦（神宮）で、7回4失点の内容で勝利投手となる。序盤から味方打線が爆発し、3回までに3本塁打を含む大量7点の援護をもらって7回途中まで投げ抜き、後をリリーフの斉藤明夫に託して斉藤もその期待に応えてヤクルト打線を抑え、通算100勝の方が先の達成となった。続く同10日の阪神戦（甲子園）に敗れ通算100敗とし、以降8連敗でシーズンを終える。
1982年6月18日のヤクルト戦（神宮）で大洋は2回表に基満男が四球で出塁すると、暴投と高木由一の内野ゴロで一死三塁として屋鋪要の犠飛で1点を先制した。その後に大洋はヤクルト先発の鈴木正幸の前に7回まで無安打に抑え込まれていたが、8回表に野村が自ら中前打を放ってノーヒットワンランをストップさせた。なお大洋先発の野村は水谷新太郎の内野安打1本に抑える完封勝利を達成し、両チーム合計2安打試合は最小記録となった。1978年に大洋復帰となった時に「長い旅が終わってようやく帰ってこられた。大洋で骨を埋められるよ」と喜んだ野村であったが、チームの若返りという方針を受けて、1983年、加藤博一との交換トレードで阪神に移籍。36歳となるシーズン、のべ5チーム目となる新天地であった。
阪神時代
この前後から、1952年のヘルシンキ五輪で銀メダルに輝いた橋爪四郎の経営する「橋爪スイミング・スクール」の門を叩き、オフには水泳でトレーニング。子供達と一緒になって、ゆっくりとクロールなどで泳ぎながら、コンディションを整えていった。一度は引退を考えた野村であったが拾ってくれた阪神に恩返ししようと大奮起し、同年は自身6度目で最後の2桁勝利となる12勝を挙げ、5月15日の大洋戦（甲子園）で7回を抑えて勝利投手になる。史上初の全12球団からの勝利投手となるが、大洋と初めて対戦した試合で勝利投手となった野村は謙虚に「チームが勝ってくれればいい」と語った。ちなみに同年は異例のシーズンで、その大洋で古賀正明がシーズン終盤に古巣・巨人に勝ってプロ野球2人目となる。これが古賀にとっては最後の白星となったが、古賀より約5ヶ月前の達成で、野村は「第1号というのは気持ちがいい」と笑った。危うく記念ボールをスタンドに投げ入れるとこであったが、本人にしてみれば「500試合登板が本命でこっちは付録みたいなもの」であった。
阪神ではコーチ兼任の藤田平より1つ年上の最古参であり、子供の学校の関係で、関西へは単身赴任生活となった。甲子園のすぐ近くに2DKのマンションを借り、15年目のベテランが虎風荘で若手に交じり食事を取ることもあった。
1984年4月6日には巨人戦（後楽園）で自身唯一となる開幕投手を務めたが、初回にレジー・スミスに特大の3ラン本塁打を浴びたものの、チームは8-8で引き分けたため、勝ち負けはつかなかった。
1985年10月16日に阪神がリーグ優勝を達成したヤクルト戦（神宮）にリリーフで登板し、優勝決定時にはナインから胴上げされている。
1986年には二軍は14年ぶりの優勝を飾ったが、ウエスタン・リーグでも9試合で2勝1敗2セーブ、防御率2.01という成績を残し、同年限りで現役を引退。
大卒同期入団であった山本浩二、有藤道世と共に実働18年、40歳まで現役を続けた。

### 現役引退後
引退後は阪神（1987年一軍投手コーチ, 1993年関東駐在スカウト→1994年 - 1995年二軍投手コーチ）、大洋（1988年 - 1989年一軍投手コーチ→1990年 - 1992年二軍投手コーチ）、オリックス（2004年 - 2006年スカウト）、日本ハム（2007年 - 2008年二軍投手コーチ→2009年選手育成担当教官）、東京国際大学（2012年 - 2015年投手コーチ）でコーチ・スカウトを歴任。
阪神コーチ1期目のキャンプ中に仲田幸司の指導をめぐって新山隆史コーチと対立し、それが尾を引いて9年ぶりの最下位に転落。最初に新山は欠点を直すために下半身の使い方に着目し、「お前は軸足がブレるので矯正のためにプレートの上に足を乗せて投げろ」と命じた。ゴム板でできているプレートをしっかり踏みしめることで、スパイクの歯を食い込ませ、軸足がグラグラしないようにするための矯正法であったが、仲田は本格的に投手を始めてからこの方、プレート板に接した地面に穴を掘って軸足を置くスタイルで投げてきたため、踏んで投げることに慣れていなかった。むしろ不安定になり、逆に軸足がブレる気がしたが、新山が勧める形に一応はチャレンジ。自主トレ段階から平均台を使ってバランス感覚を養い、足のどこに力を入れると安定するのかを試してきたが、それも限界でキャンプ4日目に「左の太ももが張ってしまい逆に投げにくい」と訴えた。仲田は不満を野村にぶつけ、一通り仲田の話が終わると、聞き役に回っていた野村は「一応言われたことは守っておけ、そのうち投げやすいように投げればいい」と言った。一人はプレートを踏めと言うし、もう一人は聞いたふりをして、だんだん戻していけばいいと言われ、結局は土井淳ヘッド兼バッテリーコーチが仲裁役となる。土井は「軸足のブレが直るまではプレートの上に足を乗せて投げさせる」と、コーチとしてのキャリア15年の新山の顔をつぶさぬように、新任の野村に我慢してもらった形となった。仲田は自己最多の8勝をマークしたものの、負け数も11を数え、防御率も3.98と今ひとつ脱皮できずに終わった。
阪神コーチ2期目には入団したばかりの藪恵壹に「マウンドではハッタリをかませ」と教えた。2年目の安達智次郎の制球力を向上させるべくフォーム改造を繰り返したが、安達の持ち味であった球威が影を潜め、崩れたフォームも元には戻らなかった 。
阪神スカウト時代は井上貴朗を担当し、投球スタイルを「若い時の堀内恒夫にそっくり」と期待した。
阪神退団後はテレビ神奈川「YOKOHAMAベイスターズナイター」・「J SPORTS STADIUM」解説者（1996年 - 2003年）を務め、合間の2000年にはシドニーオリンピック日本代表投手コーチを務めた 。
日本ハムコーチ時代は新任の吉井理人コーチに「自分のレベルや野球観を相当落とすくらいの気持ちで接しないと、イライラするよ」とアドバイスしたが、一軍ブルペン担当の厚澤和幸コーチ、二軍の島崎毅コーチも野村と同じようなことを言っていた。

## 詳細情報

### 年度別投手成績
| 年 度      | 球 団      | 登 板 | 先 発 | 完 投 | 完 封 | 無 四 球 | 勝 利 | 敗 戦 | セ 丨 ブ | ホ 丨 ル ド | 勝 率 | 打 者 | 投 球 回 | 被 安 打 | 被 本 塁 打 | 与 四 球 | 敬 遠 | 与 死 球 | 奪 三 振 | 暴 投 | ボ 丨 ク | 失 点 | 自 責 点 | 防 御 率 | W H I P |
| ---------- | ---------- | ----- | ----- | ----- | ----- | -------- | ----- | ----- | -------- | ----------- | ----- | ----- | -------- | -------- | ----------- | -------- | ----- | -------- | -------- | ----- | -------- | ----- | -------- | -------- | ------- |
| 1969       | 大洋       | 1     | 0     | 0     | 0     | 0        | 0     | 0     | --       | --          | ----  | 20    | 5.0      | 5        | 0           | 2        | 0     | 0        | 1        | 0     | 0        | 2     | 1        | 1.80     | 1.40    |
| 1970       | 大洋       | 28    | 4     | 1     | 0     | 0        | 1     | 2     | --       | --          | .333  | 272   | 62.0     | 64       | 12          | 21       | 1     | 6        | 34       | 2     | 0        | 45    | 37       | 5.37     | 1.47    |
| 1971       | 大洋       | 35    | 13    | 2     | 1     | 0        | 4     | 3     | --       | --          | .571  | 499   | 124.2    | 100      | 9           | 29       | 2     | 9        | 54       | 3     | 0        | 37    | 31       | 2.24     | 1.11    |
| 1972       | ロッテ     | 47    | 26    | 7     | 2     | 2        | 14    | 10    | --       | --          | .583  | 914   | 220.1    | 216      | 34          | 49       | 3     | 12       | 97       | 1     | 0        | 107   | 101      | 4.13     | 1.26    |
| 1973       | ロッテ     | 39    | 26    | 2     | 1     | 0        | 6     | 10    | --       | --          | .375  | 607   | 141.1    | 152      | 29          | 38       | 3     | 6        | 81       | 3     | 1        | 68    | 68       | 4.33     | 1.39    |
| 1974       | 日本ハム   | 39    | 18    | 2     | 0     | 0        | 4     | 9     | 1        | --          | .308  | 608   | 147.2    | 137      | 13          | 41       | 5     | 3        | 69       | 3     | 0        | 66    | 60       | 3.66     | 1.23    |
| 1975       | 日本ハム   | 37    | 25    | 6     | 1     | 2        | 11    | 3     | 0        | --          | .786  | 795   | 191.1    | 184      | 21          | 45       | 2     | 8        | 59       | 1     | 0        | 82    | 71       | 3.34     | 1.24    |
| 1976       | 日本ハム   | 44    | 26    | 12    | 2     | 2        | 13    | 16    | 2        | --          | .448  | 918   | 231.0    | 218      | 27          | 30       | 1     | 8        | 99       | 5     | 1        | 87    | 78       | 3.04     | 1.11    |
| 1977       | 日本ハム   | 27    | 22    | 6     | 0     | 3        | 5     | 10    | 1        | --          | .333  | 547   | 132.0    | 152      | 23          | 17       | 2     | 5        | 61       | 2     | 1        | 71    | 66       | 4.50     | 1.32    |
| 1978       | 大洋       | 44    | 28    | 12    | 2     | 2        | 17    | 11    | 4        | --          | .607  | 973   | 238.0    | 215      | 21          | 64       | 8     | 10       | 123      | 4     | 0        | 90    | 83       | 3.14     | 1.21    |
| 1979       | 大洋       | 35    | 18    | 1     | 1     | 0        | 7     | 9     | 0        | --          | .438  | 533   | 121.2    | 141      | 25          | 31       | 0     | 5        | 76       | 2     | 0        | 84    | 76       | 5.62     | 1.45    |
| 1980       | 大洋       | 33    | 30    | 4     | 1     | 0        | 15    | 10    | 0        | --          | .600  | 848   | 192.1    | 225      | 30          | 51       | 4     | 14       | 92       | 3     | 0        | 110   | 100      | 4.68     | 1.51    |
| 1981       | 大洋       | 31    | 18    | 2     | 0     | 1        | 3     | 14    | 0        | --          | .176  | 514   | 115.1    | 158      | 19          | 24       | 2     | 1        | 42       | 0     | 1        | 85    | 79       | 6.16     | 1.59    |
| 1982       | 大洋       | 30    | 21    | 1     | 1     | 0        | 5     | 9     | 0        | --          | .357  | 523   | 120.1    | 134      | 12          | 36       | 6     | 3        | 46       | 3     | 1        | 67    | 59       | 4.41     | 1.44    |
| 1983       | 阪神       | 32    | 30    | 5     | 0     | 1        | 12    | 11    | 0        | --          | .522  | 807   | 191.1    | 209      | 22          | 42       | 5     | 5        | 85       | 5     | 1        | 95    | 82       | 3.86     | 1.34    |
| 1984       | 阪神       | 43    | 6     | 0     | 0     | 0        | 2     | 5     | 0        | --          | .286  | 357   | 79.2     | 103      | 10          | 14       | 3     | 2        | 38       | 0     | 1        | 48    | 40       | 4.52     | 1.49    |
| 1985       | 阪神       | 19    | 1     | 0     | 0     | 0        | 1     | 0     | 0        | --          | 1.000 | 107   | 26.1     | 27       | 5           | 3        | 0     | 0        | 13       | 0     | 0        | 16    | 15       | 5.13     | 1.14    |
| 1986       | 阪神       | 15    | 0     | 0     | 0     | 0        | 1     | 0     | 0        | --          | 1.000 | 65    | 15.1     | 16       | 3           | 1        | 1     | 2        | 5        | 0     | 0        | 9     | 5        | 2.93     | 1.24    |
| 通算：18年 | 通算：18年 | 579   | 312   | 63    | 12    | 13       | 121   | 132   | 8        | --          | .478  | 9907  | 2355.2   | 2456     | 315         | 538      | 48    | 99       | 1075     | 37    | 7        | 1169  | 1052     | 4.02     | 1.31    |

- 各年度の太字はリーグ最高

### タイトル
- 最多勝利：1回 （1978年）
- 最高勝率：1回 （1975年）

### 表彰
- カムバック賞（1978年）

### 記録
- 初登板：1969年10月4日、対読売ジャイアンツ22回戦（川崎球場）、4回表から2番手で救援登板、5回2失点
- 初先発登板：1970年5月21日、対広島東洋カープ7回戦（川崎球場）、3回1失点で勝敗つかず
- 初勝利・初先発勝利・初完投勝利：1970年10月26日、対ヤクルトアトムズ26回戦（川崎球場）、9回1失点
- 初完封：1971年7月29日、対阪神タイガース15回戦（川崎球場）
- 初セーブ：1974年5月25日、対太平洋クラブライオンズ前期5回戦（後楽園球場）、6回表1死から3番手で救援登板・完了、3回2/3を無失点

節目の記録
- 100勝：1981年6月4日、対ヤクルトスワローズ10回戦（明治神宮野球場）、先発し6回0/3を4失点

その他の記録
- 全12球団からの勝利：1983年5月15日、対横浜大洋ホエールズ7回戦（阪神甲子園球場）、先発し7回2失点 ※史上初
- 3者連続三球三振：1976年9月15日、対南海ホークス後期9回戦（大阪球場）に記録 ※史上7人目（パ・リーグ4人目）[19]
- オールスターゲーム出場：4回 （1972年、1976年、1978年、1980年）

### 背番号
- 16 （1969年 - 1971年）
- 17 （1972年 - 1973年）
- 19 （1974年 - 1977年）
- 21 （1978年 - 1982年）
- 14 （1983年 - 1986年）
- 83 （1987年）
- 85 （1988年 - 1992年）
- 91 （1994年 - 1995年）
- 80 （2007年 - 2008年）